# نیومن متریک (کر)
متریک کر-نیومن (به انگلیسی: Kerr-Newman Metric) جوابی برای معادلات انیشتین-ماکسول در نظریه نسبیت عام است که هندسه فضا-زمان را در ناحیه پیرامون یک جرم چرخنده دارای بار الکتریکی توصیف می‌کند. در این راه حل ثابت کیهانی برابر با صفر در نظر گرفته می‌شود. این جواب برای توصیف پدیده‌های اخترفیزیکی استفاده نمی‌شود، زیرا از میان اجسام فضایی مشاهده شده تاکنون هیچ یک بار الکتریکی خالص قابل اندازه گیری ندارند و نیز اکنون تصور می‌شود که ثابت کیهانی مقداری غیر صفر دارد. در عوض این جواب بیشتر برای مقاصد نظری و ریاضی کاربرد دارد.